# Сукин, Иван Михайлович
Иван Михайлович Сукин (12 (24) ноября 1842 — 1911) — русский военный деятель, инженер-генерал.

## Биография
После окончания 1-го Московского кадетского корпуса и Николаевскую инженерную академию по 1-му разряду,  в 1862 году произведён подпоручики. В 1864 году произведён в поручики. В 1866 году произведён в штабс-капитаны, в 1871 году произведён в капитаны.
С 1876 года назначен помощником старшего адъютанта, и старшим адъютантом Полевого инженерного управления действующей армии, в 1877 году произведён в подполковники. Участник Русско-турецкой войны. В 1879 году назначен старшим адъютантом инженерного Отделения временной комиссии действующей армии,  1880 году произведён в полковники.
В 1883 году был назначен помощником строительства Ивангородских укреплений и заведующим воинскими зданиями вне крепости Варшавского военного округа.
В 1892 году произведён в генерал-майоры и назначен начальником инженерного управления Брест-Литовской крепости. С 1896 года назначен начальником инженерного управления Туркестанского военного округа. С 1897 год назначен начальником инженерного управления Финляндского военного округа, в 1903 году произведён в генерал-лейтенанты. С 1904 года назначен начальником инженерного управления Одесского военного округа. С 1905 года назначен помощником начальника Главного инженерного управления Военного министерства и председателем хозяйственного комитета Инженерного замка. В 1910 году произведён в инженер-генералы с увольнением в отставку.